# Stellapteryx stellata
Stellapteryx stellata är en tvåvingeart som beskrevs av Ian David Whittington 2003. Stellapteryx stellata ingår i släktet Stellapteryx och familjen bredmunsflugor.
Artens utbredningsområde är Madagaskar. Inga underarter finns listade i Catalogue of Life.